# Quararibea yunckeri
Quararibea yunckeri là một loài thực vật có hoa trong họ Cẩm quỳ. Loài này được Standl. miêu tả khoa học đầu tiên năm 1940.